# Franowo Park
HOMEPARK Franowo (do 2017 jako Park Handlowy Franowo, a jeszcze wcześniej jako Centrum Handlowe Franowo) – park handlowy przy ul. Szwedzkiej, powstały na przełomie XX i XXI wieku na Franowie w Poznaniu.

## Historia
W 1991 roku otwarto pierwszy w Polsce konceptowy sklep IKEA. W 1994 r. został on przeniesiony w miejsce powstającego kompleksu handlowego Centrum Franowo. Nowa placówka miała powierzchnię 6500 m². Cztery lata później nastąpiła kolejna zmiana lokalizacji sklepu. Pod koniec 1999 r. IKEA otworzyła w Poznaniu przy ul. Szwedzkiej największy w tym czasie dom meblowy tej sieci w Polsce. Miał on powierzchnię 14 600 m². Poznański sklep został uznany w 2007 r. za najlepszą placówkę szwedzkiego koncernu na świecie pod względem wzrostu wielkości sprzedaży. W 2008 r. nastąpiła rozbudowa sklepu – obecnie dom meblowy na dwóch kondygnacjach zajmuje powierzchnię 29 500 m².
W 1996 roku rozpoczął tu działalność hipermarket Jumbo wraz z galerią handlową o wielkości 16 tys. m², w której początkowo znajdowały się takie sklepy, jak: RTV Euro AGD, Świat Dywanów, Office Depot.
W 2002 roku w związku z wykupem przez grupę handlową Ahold sklepów Jumbo, ten na Franowie został przemianowany na Hypernovą, natomiast w 2004 roku hipermarket ten został zastąpiony Carrefourem.
1 czerwca 2011 została otwarta kolejna część centrum – sklep budowlany OBI o powierzchni 11,5 tys. m².
Tego samego roku, 18 listopada miało miejsce otwarcie jednego z największych w Polsce (powierzchnia wynosi 4800 tys. m²) marketu sportowego Decathlon.
Pod koniec 2012 roku rozpoczęły się prace ziemne pod nowym pawilonem handlowym. Będzie mieć 14 tys. m² powierzchni. Jednym z najemców będzie tu market dla majsterkowiczów – Jula. Przy tej okazji powstanie tu też nowy parking z miejscami na około 1000 samochodów. Po rozbudowie PH Franowo będzie miał 80 tys. m² powierzchni handlowej z 35 sklepami.
Jula została oficjalnie otwarta 4 czerwca 2013 roku. Planowane otwarcie dalszej części nowego obiektu planowane jest na 25 września 2013. W pawilonie znajdzie się pierwszy w Wielkopolsce sklep Sports Direct, a także: Smyk, RTV Euro AGD, Jysk oraz Bel-Pol.
Wiosną 2015 roku zdecydowano o tym, że z początkiem lipca rozpocznie się rozbiórka pierwszego pawilonu wybudowanego w 1994 roku. W jego miejsce powstanie nowy pawilon, nieco mniejszy o powierzchni 7 tysięcy m². Zabraknie w nim już jednak hipermarketu Carrefour (ten został przeniesiony do CH Posnania). Pojawi się w nim za to supermarket sieci Piotr i Paweł. Jego otwarcie planowane jest na drugą połowę 2016 roku.
W 2017 roku Park Handlowy Franowo (bez budynku IKEI i nowo dobudowanej części z supermarketem Piotr i Paweł) został sprzedany funduszowi inwestycyjnemu Pradera, było to częścią transakcji wartej 900 mln euro. Jednym ze skutków tego przejęcia był rebranding PH w kwietniu 2017, otrzymał on wtedy nazwę Franowo Park, później we wrześniu 2017, właściciel zdecydował o kolejnym rebrandingu na HOMEPARK Franowo.

### Bulwary Poznańskie
Bulwary Poznańskie były pomysłem innowacyjnym na polskim rynku, ponieważ miało to być centrum handlowe, ale nie przypominające żadnego z dotychczas wznoszonych centrów. Tradycyjnie mieszczą się one w jednym, ogromnym budynku, w którym sklepy mieszczą się w poszczególnych boksach.
Bulwary Poznańskie miały do złudzenia przypominać centrum handlowe małego miasteczka złożone z niewielkich, maksymalnie dwupiętrowych budynków, na parterze których znajdowałyby się sklepy. Między nimi miały być kawiarnie, w których można by odpocząć między zakupami, fontanny i mnóstwo zieleni – wszystko tak jak w centrum niewielkiego, ale bardzo ładnego miasta. Otwarcie Bulwarów Poznańskich miało nastąpić jesienią 2011 roku.
Badania marketingowe, które firma przeprowadziła na początku inwestycji, potwierdzały słuszność tej koncepcji i wstępne zainteresowanie przyszłych klientów oraz najemców. Jednak rzeczywistość pokazała, że komercjalizacja została zrealizowana na poziomie niewystarczającym, by kontynuować ten projekt.
W październiku 2010 roku Inter IKEA Centre Group Polska zrezygnowała z realizacji tej inwestycji i chce opracować nową strategię zagospodarowania terenu.

## Budynki
Wszystkie obiekty znajdujące się na terenie PH (oprócz sklepu IKEA mającej dwie kondygnacje) mają jedną kondygnację. Znajduje się tu ponad 1600 bezpłatnych miejsc parkingowych z wydzielonymi miejscami dla osób niepełnosprawnych.

## Sklepy
Do dyspozycji klientów Parku są sklepy takie jak: IKEA, OBI, Decathlon; restauracja McDonald’s, a także galeria, w której znajdują się m.in. sklepy: RTV Euro AGD, Komfort; salonik prasowy Inmedio, oddział Banku Pekao czy też filia Poczty Polskiej.

## Komunikacja
W pobliżu parku handlowego znajduje się ulica Bolesława Krzywoustego (droga wojewódzka nr 433), umożliwiająca dojazd do centrum Poznania oraz obwodnicy autostradowej i ulica Szwedzka, docelowo mająca stać się częścią planowanej III ramy komunikacyjnej miasta.

### Komunikacja miejska
Bezpośredni dojazd do obiektu zapewnia trasa tramwajowa, obsługiwana przez MPK Poznań – linie
- 1 Junikowo ↔ Franowo
- 16 Os. Sobieskiego ↔ Franowo
- 18 Ogrody ↔ Franowo
- 201 Os. Sobieskiego ↔ Franowo

do przystanku Szwedzka.